# Cotorra de Molina
La cotorra de Molina (Pyrrhura molinae) és una espècie d'ocell de la família dels psitàcids que els boscos de Bolívia, nord-oest de l'Argentina i sud-oest del Brasil.